# Interesse
Interesse designa em psicologia uma disposição de juízo dirigida a uma ação ou atividade: assim as pessoas se diferenciam com relação a quais atividades são consideradas atrativas e quais não o são. Interesse se diferencia de motivo, uma vez que este se refere ao juízo das consequências da ação: as pessoas se diferenciam, por exemplo, com relação a quanto o sucesso ou o reconhecimento é importante para elas.
Quando várias pessoas cooperaram pelo mesmo objetivo, há uma harmonia de interesses.
Apesar da relevância do conceito de interesse tanto para a psicologia do trabalho (escolha de pessoal), para psicologia pedagógica (aconselhamento vocacional) e para a psicologia do lazer (interesse por determinados Hobbys, esportes, lugares de férias), a pesquisa científica nessa área se encontra muito pouco desenvolvida.
Será Ovide Decroly que no início do século XX que pela primeira vez postulou o interesse como pressuposto básico para a aprendizagem na Educação. Para ele, esse estado desperto da criança estaria na base de toda actividade, incitando-a a observar, associar, expressar. Acreditava que aprendizagens ocorreriam de maneira espontânea pelo contacto com o meio, de onde proviriam estímulos que para onde as crianças direccionariam suas questões.

## O modelo de Holland
Holland (1973) descreve seis grupos de interesse profissional; esses grupos definem uma determinada área profissional. O modelo prevê que os interesses se distribuem em um hexágono, correspondendo cada ângulo do hexágono a um determinado interesse profissional - quanto mais a pessoa se aproxima de um grupo de interesses mais se afasta dos demais. Os seis tipos de interesse profissional são:

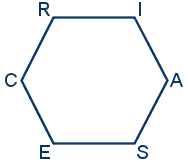
Os grupos de interesse se ditribuem no hexágono - os pontos opostos também estão mais distantes quanto aos interesses

1. Realísticos/prático - engenharia, mecânica, agronomia;
2. Investigativos - física, biologia, matemática, sociologia;
3. Artísticos - música, artes plásticas, literatura, teatro;
4. Sociais - enfermaria, trabalho social, professor escolar
5. Empreendedores - gerência, advocacia, política
6. Convencionais - contabilidade, trabalho administrativo, vendas, organização

O modelo de Holland pôde ser empiricamente comprovado. Além disso Prediger (1982) conseguiu reduzir os seis grupos de interesse a duas dimensões: (1) interesse em pessoas-interesse em coisas e (2) interesse em dados-interesse em ideias. Outros estudos encontraram a seguinte correlação: quanto mais o interesse profissional corresponde à profissão exercida, tanto maior é a satisfação no trabalho. Essa correlação, no entanto não pode ser interpretada como uma explicação causal: tanto pode o casamento interesse-profissão conduzir a uma maior satisfação como pode uma satisfação devida a outros fatores (ex. um bom clima de trabalho) levar ao desenvolvimento de interesse pela atividade exercida. Interessante é que a escolha profissional parece ser determinada antes pelas habilidades do que pelos interesses profissionais.